# Fiódor Shapoválov
Fiódor Kúzmich Shapoválov (en ruso: Фё́дор Кузь́мич Шапова́лов, Velikoye, 26 de septiembre de 1923-Sevastopol, 29 de julio de 1977) fue un soldado soviético en la Gran Guerra Patria que se distinguió en el asalto a la Cancillería del Reich y al Führerbunker.

## Biografía

### Antes de la guerra
Era hijo de Maria Filipovna (que participó en la Guerra civil rusa en un regimiento de caballería en las batallas de Rostov del Don, Krasnodar y Vorónezh) y Kuzmá Shapoválov (que en la misma guerra había estado al mando de una batería de artillería adjunta a la Cuarta División de Caballería). Su padre, antes de la Gran Guerra Patria se dedicaba a la ganadería. Cuando se dio la invasión alemana, se presentó voluntario para ir al frente, en el que llegó a liderar una batería de morteros. Murió en 1943 en la ofensiva Novorosisk-Tamán.
Fiódor vivió en Razdolnaya y se matriculó en el Instituto Técnico Ferroviario de Tijoretsk.

### Guerra
Fue enviado a la 103 Brigada de Infantería, y con ella participó a principios de 1942 en la defensa de la península de Tamán, el Cáucaso Norte y Novorosisk, siendo evacuado en Gelendzhik. Desde entonces hasta septiembre de 1943 estuvo en el 1133 Regimiento de fusileros participando ese verano en la liberación de los pueblos del Cáucaso Norte, en la que fue gravemente herido y trasladado al hospital de Kislovodsk.
Tras restablecerse continuó luchando en la 2.ª Ofensiva Jassy-Kishinev por la liberación de Ucrania y Moldavia. En la ofensiva del Oder-Vístula fue segundo al mando de un batallón.
Tras varias operaciones en la batalla de Berlín, el 1 y 2 de mayo de 1945 participó en el asalto a la Cancillería del Reich y el búnker del Führer.

### Posguerra
A partir de 1946 trabajó en Múrmansk como responsable de la flota pesquera (1946-1950). Entre 1950 y 1962 ejerció como jefe del Departamento de Industria del raión de Mikoyán del distrito autónomo Janti-Mansi. En 1951 fue elegido diputado de este raión.
En 1970 fue trasladado a la Flota del Sur, en Sevastopol, donde en verano de 1974 fue retratado por K. Golovchenko como parte de una serie de retratos de veteranos del asalto a la Cancillería del Reich.
Murió el 29 de julio de 1977.

## Condecoraciones
- Unión de Repúblicas Socialistas Soviéticas:
  - Orden de la Guerra Patria de 1.ª clase .
  - Orden de la Guerra Patria de 2.ª clase .
  - Orden de la Estrella Roja .
  - Orden de la Revolución de Octubre .
  - Orden de Suvórov .
  - Medalla al Valor .
  - Medalla por el Servicio de Combate .
  - Medalla de la victoria sobre Alemania en la Gran Guerra Patriótica 1941-1945 .
  - Medalla por la Liberación de Varsovia .
  - Medalla por la Conquista de Berlín .
- República Democrática Alemana:
  - Medalla a la Hermandad de Armas (1974).
- Polonia
  - Medalla a la Hermandad de Armas .